# よゐこ有野のノーギャラジオ
『よゐこ有野のノーギャラジオ』（よゐこありののノーギャラジオ）は、配信アプリ・Radiotalkで配信。MBSラジオで放送されているラジオ番組。配信アプリ・Radiotalkで毎週月曜21頃よりライブ配信を行い、その後コーナーごとにアーカイブを編集配信。プロ野球シーズンは配信のみ、オフシーズンはラジオ番組としても放送する。

## 概要
アイドル誌『BOMB』（学研→ワン・パブリッシング）で連載を担当しているよゐこ有野が、毎週アイドルをゲストに招いてトークを展開するアイドルトーク番組。アシスタントは自身もグラビアアイドル経験を持つアイドルマニア・でか美ちゃん。
ただしゲストとしてやってくるアイドルは、番組に出るだけではノーギャラ。番組コーナーに挑戦していき、その受け答えによって星を獲得し、番組終了時に持っている星の数によってギャラが決まる。有野は番組中いつでも星を投げることができ（有野は平均10個程度進呈）、リスナーもRadiotalkのギフト機能で送ることが可能（1万スコアで星1つ分、最大10万スコア（星換算10個））。
また、約3か月ごとに最終回を迎えるシーズン制をとっており、ゲストの中でもっとも多くの星を獲得したアイドルにはMBSラジオで冠特番を持つ権利も与えられる（同点の場合、その2人の冠番組となる）。
なお、告知ツイートで「よゐこ」の文字などが誤字になっていると「星マイナス」からのスタートとなるほか、ヤンヤンガールズ歴のあるゲストに対しては「星マイナス」が頻発する傾向にある。
土曜日には「居残りトーク」としてMC陣のみの振り返りが配信されており、いわゆる「フツオタ」もここで読まれている。
2023年5月20日に公開収録も兼ねた番組主催のグラビア撮影会を埼玉・しらこばと水上公園で初主催。
2023年9月25日配信でシーズン6がファイナルシーズンになる予定であることが発表された。またシーズン6のMBSでの放送は、ナイターオフ番組ではなく月曜（日曜深夜）2時から2時30分の放送となる。
- シーズン1（2021年11月29日 - 2022年3月14日、Radiotalk）（2021年12月4日 - 2022年3月19日、MBSラジオ）
- シーズン2（2022年4月4日 - 6月20日、Radiotalk）
- シーズン3（2022年7月4日 - 10月17日、Radiotalk）
- シーズン4（2022年11月7日 - 2023年3月13日、Radiotalk）（2022年11月13日 - 2023年3月19日、MBSラジオ）
- シーズン5（2023年4月3日 - 6月26日、Radiotalk）
- シーズン6（2023年9月25日 - 12月25日、Radiotalk）（2023年10月2日〈1日深夜〉 - 2024年1月1日〈2023年12月31日深夜〉、MBSラジオ）

## 出演者

### MC
- 有野晋哉（よゐこ）

#### 過去のMC
- オジンオズボーン篠宮（シーズン4 第11回：2023年1月16日ライブ配信）- 代役[4]

### アシスタント
- でか美ちゃん（2021年12月24日までは「ぱいぱいでか美」名義）

#### 過去のアシスタント
- 新井愛瞳（シーズン1 第3回：2021年12月13日ライブ配信）- 代役[5]
- 関根ささら（シーズン1 第13回、シーズン3 第6回：2022年2月21日、8月8日ライブ配信）- 代役[6]
- ファーストサマーウイカ（シーズン2 第12回：2022年6月20日ライブ配信）- 代役[7]

### ゲスト
| #  | ゲスト       | ライブ配信日   | ☆  |
| -- | ------------ | -------------- | -- |
| 1  | 高荻千夏     | 2021年11月29日 | 7  |
| 2  | 高崎かなみ   | 2021年12月6日  | 10 |
| 3  | 菊地姫奈     | 2021年12月13日 | 10 |
| 4  | 優希クロエ   | 2021年12月20日 | 11 |
| 5  | 林田百加     | 2021年12月27日 | 10 |
| 6  | 澄田綾乃     | 2021年12月27日 | 12 |
| 7  | 東雲うみ     | 2022年1月10日  | 17 |
| 8  | 沖口優奈     | 2022年1月17日  | 11 |
| 9  | 長澤茉里奈   | 2022年1月24日  | 18 |
| 10 | ももせもも   | 2022年1月31日  | 13 |
| 11 | 関根ささら   | 2022年2月7日   | 17 |
| 12 | ちとせよしの | 2022年2月14日  | 16 |
| 13 | 高橋凛       | 2022年2月21日  | 14 |
| 14 | 西永彩奈     | 2022年2月28日  | 14 |
| 15 | 橋本梨菜     | 2022年3月7日   | 13 |
| 16 | でか美ちゃん | 2022年3月14日  | 11 |

| #  | ゲスト     | ライブ配信日  | ☆  |
| -- | ---------- | ------------- | -- |
| 1  | 藤乃あおい | 2022年4月4日  | 8  |
| 2  | 日向葵衣   | 2022年4月11日 | 14 |
| 3  | 未梨一花   | 2022年4月18日 | 9  |
| 4  | 美月絢音   | 2022年4月25日 | 11 |
| 5  | 水咲優美   | 2022年5月2日  | 11 |
| 6  | 原つむぎ   | 2022年5月9日  | 11 |
| 7  | 伊藤しずな | 2022年5月16日 | 10 |
| 8  | 辻りりさ   | 2022年5月23日 | 10 |
| 9  | 天木じゅん | 2022年5月30日 | 11 |
| 10 | 愛萌なの   | 2022年6月6日  | 13 |
| 11 | 朝日ななみ | 2022年6月13日 | 12 |
| 12 | 工藤菫     | 2022年6月20日 | 13 |

| #  | ゲスト     | ライブ配信日   | ☆  |
| -- | ---------- | -------------- | -- |
| 1  | 桜井木穂   | 2022年7月4日   | 10 |
| 2  | 高梨瑞樹   | 2022年7月11日  | 10 |
| 3  | 鈴木ふみ奈 | 2022年7月18日  | 12 |
| 4  | 風吹ケイ   | 2022年7月25日  | 10 |
| 5  | 篠見星奈   | 2022年8月1日   | 12 |
| 6  | RaMu       | 2022年8月8日   | 11 |
| 7  | 星名美津紀 | 2022年8月15日  | 11 |
| 8  | 海里       | 2022年8月22日  | 11 |
| 9  | 安倍乙     | 2022年8月29日  | 11 |
| 10 | 清瀬汐希   | 2022年9月5日   | 11 |
| 11 | 赤羽もも   | 2022年9月12日  | 9  |
| 12 | 柳瀬さき   | 2022年9月19日  | 13 |
| 13 | 工藤唯     | 2022年9月26日  | 10 |
| 14 | 花井美理   | 2022年10月3日  | 11 |
| 15 | 佐野さくら | 2022年10月10日 | 17 |
| 16 | 似鳥沙也加 | 2022年10月17日 | 11 |

| #  | ゲスト           | ライブ配信日   | ☆  |
| -- | ---------------- | -------------- | -- |
| 1  | 真島なおみ       | 2022年11月7日  | 9  |
| 2  | 小日向ゆか       | 2022年11月14日 | 11 |
| 3  | 岡本杷奈         | 2022年11月21日 | 11 |
| 4  | 兒玉遥           | 2022年11月28日 | 12 |
| 5  | 紅羽祐美         | 2022年12月5日  | 11 |
| 6  | 浅海ゆづき       | 2022年12月12日 | 11 |
| 7  | 倉沢しえり       | 2022年12月19日 | 13 |
| 8  | 夏来唯           | 2022年12月26日 | 13 |
| 9  | 山本栞           | 2022年12月26日 | 13 |
| 10 | 山田かな         | 2023年1月9日   | 14 |
| 11 | 尊みを感じて桜井 | 2023年1月16日  | 13 |
| 12 | 志田音々         | 2023年1月23日  | 17 |
| 13 | 麻倉瑞季         | 2023年1月30日  | 12 |
| 14 | 杉本愛莉鈴       | 2023年2月6日   | 10 |
| 15 | 大嶋みく         | 2023年2月13日  | 14 |
| 16 | くりえみ         | 2023年2月20日  | 11 |
| 17 | 葉月あや         | 2023年2月27日  | 15 |
| 18 | 浅川まりな       | 2023年3月6日   | 14 |
| 19 | 吉田莉桜         | 2023年3月13日  | 13 |

| #      | ゲスト                                                  | ライブ配信日  | ☆             |
| ------ | ------------------------------------------------------- | ------------- | ------------- |
| 1      | 青山ひかる                                              | 2023年4月3日  | 20            |
| 2      | 徳江かな                                                | 2023年4月10日 | 11            |
| 3      | 松白愛                                                  | 2023年4月17日 | 14            |
| 4      | 川瀬もえ                                                | 2023年4月24日 | 19            |
| 5      | 内木志                                                  | 2023年5月1日  | 11            |
| 6      | 片岡未優                                                | 2023年5月8日  | 14            |
| 7      | 森咲智美                                                | 2023年5月15日 | 17            |
| 特別編 | 夏来唯 倉沢しえり 高崎かなみ 林田百加 原つむぎ 岡本杷奈 | 2023年5月20日 | 7 6 11 8 10 1 |
| 8      | 新井萌花                                                | 2023年5月22日 | 12            |
| 9      | 甘妻里菜                                                | 2023年5月29日 | 19            |
| 10     | 葉月つばさ                                              | 2023年6月5日  | 15            |
| 11     | パピコ                                                  | 2023年6月12日 | 13            |
| 12     | 紅羽りお                                                | 2023年6月19日 | 17            |
| 13     | 仲根なのか                                              | 2023年6月26日 | 15            |

| #  | ゲスト     | ライブ配信日   | ☆  |
| -- | ---------- | -------------- | -- |
| 1  | 林田百加   | 2023年9月25日  | 14 |
| 2  | くりえみ   | 2023年10月2日  | 16 |
| 3  | 東雲うみ   | 2023年10月9日  | 17 |
| 4  | 紅羽りお   | 2023年10月16日 | 18 |
| 5  | 麻倉瑞季   | 2023年10月23日 | 17 |
| 6  | 志田音々   | 2023年10月30日 | 22 |
| 7  | 似鳥沙也加 | 2023年11月6日  | 18 |
| 8  | 川瀬もえ   | 2023年11月13日 | 18 |
| 9  | 高崎かなみ | 2023年11月20日 | 24 |
| 10 | 朝日ななみ | 2023年11月27日 | 16 |
| 11 | 青山ひかる | 2023年12月4日  | 25 |
| 12 | 天木じゅん | 2023年12月11日 | 18 |
| 13 | 柳瀬さき   | 2023年12月18日 | 22 |
| 14 | 日向葵衣   | 2023年12月25日 | 21 |

## コーナー
有野さんのプロフィールチェック!
有野がアイドルの出身地、スリーサイズ、趣味や特技など、表面的なプロフィールをチェックしていき、アイドルにふさわしいかどうかを見極めていく。
有野いわく、これをやりたくて始めた番組とのこと。
シーズン6はゲストが概ね2度目の出演となるため、「有野さんの近況チェック!」に改題。
さらに深堀タレコミ情報
プロフィールにない部分を、番組側が用意した質問、リスナーの投稿なども交え、情報を掘り下げる。上記コーナーが事務所等から提出のものなのに対し、こちらは20程度のアンケートをアイドルに事前送付しており、有野が抜粋する形となっている。
キュンキュン判定こんな時なんて言うの
指定するお題の設定化で、キュンキュンする回答を行えるかを判定。
前述のコーナーと異なりアイドルはその場で即興で答えることになる。お題自体は前述のアンケートをもとに、収録前日までに有野が作成している。なお、有野はこのコーナーのことを「大喜利」とも呼んでいるが、笑いを取ることが目的ではなく、加えて有野の価値観から、エッチすぎる、ムラムラさせる内容は加点対象にならない。

## スタッフ
- プロデューサー：高本慧（MBSラジオプロデューサー＆Radiotalk株式会社取締役）